# Discografia de Weezer
La discografia de Weezer, banda estatunidenca de pop punk i rock alternatiu, està formada per quinze àlbums d'estudi, nou EPs, dues compilacions i un DVD, entre tots sumant trenta-set senzills i quaranta vídeoclips. Inicialment van treballar amb Geffen Records, però posteriorment també han passat per Interscope Records, Epitaph Records, Republic Records i Atlantic Records. Aquesta llista no inclou el material que han publicat els membres de forma independent al grup.
El grup, format actualment per Rivers Cuomo, Patrick Wilson, Brian Bell i Scott Shriner, va debutar l'any 1994 amb l'àlbum d'estudi Weezer, conegut amb el nom The Blue Album pel color de la seva portada. L'èxit d'aquest va ser rotund, i es van fer molt populars a tot el món., arribant a posicionar-se al número 16 de la US Billboard 200. Els senzills que els van propulsar al reconeixement mainstream van ser Undone - The Sweater Song i Buddy Holly (cançó). Fins al moment s'han venut 3,3 milions de còpies de l'àlbum només als EUA i ha estat certificat triple platí per la Recording Industry Association of America, convertint-se en l'àlbum amb més vendes de la banda fins a l'actualitat. Després del seu èxit al debut, Weezer van prednre's un descans de les gires durant les vacances de nadal. El cantant principal, Rivers Cuomo, va començar a muntar i preparar material demo pel segon àlbum d'estudi. El concepte original que plantejava Cuomo era un àlbum de rock opera amb temàtica de l'espai, Songs from the Black Hole. Finalment aquest concepte es va deixar de banda, però la banda va fer servir cançons de les sessions d'aquest àlbum per continuar treballant en el segon àlbum d'estudi. Pinkerton va publicar-se el setembre de 1996 com a segon àlbum d'estudi. Arribant a posicionar-se al número 19 de la llista Billboard 200, l'álbum va ser considerat un fràcas criític i comercial al moment de la seva publicació, venent moltíssimes menys còpies que el seu predecessor triple platí. Tot i això, durant els anys posterior a la publicació, ha recuperat el suport crític i comercial.
Després d'un descans seguit de la publicació de Pinkerton, Weezer tornà a rebre protagonisme crític i comercial el maig del 2001 amb el seu tercer àlbum d'estudio, el seu segon àlbum homonim, normalment anomenat L'Àlbum Verd. Arribant al número 4 al Billboard 200, l'àlbum ve rebre certificat platí per la Recording Industry Association of America. Van llençar tres senzills amb aquest àlbum: "Hash Pipe", "Island in the Sun (cançó)" i "Photograph", i totes elles van arribar al top 25 de la llista US Billboard Alternative Songs. Un any després, la banda va llançar el seu quart àlbum d'estudi Maladroit amb ressenyes positives. L'àlbum va arribar al número 3 de la Billboard 200, rebent també certificat or de la Recording Industry Association of America. "Dope Nose" i "Keep Fishin'", els dos senzills de l'àlbum, van arribar al top 15 de la llista Alternative Songs. El maig del 2005, la banda va llançar el seu cinquè àlbum d'estudi, Make Believe. Tot i rebre ressenyes mixtes per part de la crítica, l'àlbum va ser un èxit comercial, arribant al número 2 de la Billboard 200 i rebent el certificat platí de la Recording Industry Association of America. Va tenir quatre senzills, inclòs l'èxit internacional "Beverly Hills (cançó)", el qual es va convertir en el primer èxit de la banda dins del top 10 a la US Billboard Hot 100 i la cançó més descarregada de 2005.
El tercer àlbum homònim i sisè àlbum d'estudi, normalment anomenat L'Àlbum Vermell, va ser publicat el juny del 2008. L'àlbum va arribar a posicionar-se el número quatre a la Billboard 200. El primer senzill de l'àlbum, "Pork and Beans", va romandre 11 setmanes al top de l'Alternative Songs chart. Dos dels tres següents senzills de l'àlbum "Troublemaker" i "The Greatest Man That Ever Lived (Variations on a Shaker Hymn)" van arribar al número 2 i 35 de les llistes respectivament. Raditude, el setè àlbum d'estudi de la banda, va ser publicat el novembre del 2009 i va posicionar-se el número 7 a la llista Billboard 200. Va estar precedit pel llançament del senzill principal, "(If You're Wondering If I Want You To) I Want You To", la qual va arribar al número dps de la llista Alternative Songs. Weezer va llançar Hurley (àlbum), el seu vuitè àlbum d'estudi, el setembre del 2010. L'àlbum, el primer de la banda en ser publicat per Epitaph Records, va posicionar-se el número 6 a la Billboard 200 i van llançar-se dos senzills, "Memories (cançó de Weezer)" i "Hang On". Poc després del llançament de Hurley, la banda va publicar una àlbum compliació anomenat Death to False Metal el novembre del 2010. L'àlbum consisteix en temes inèdits gravats durant diferents punts de la carrera de Weezer, i va arribar al número 48 de la Billboard 200.

## Àlbums

### Àlbums d'estudi
| Any  | Nom                                   | Dades | Posicions en llista | Posicions en llista | Posicions en llista | Posicions en llista | Posicions en llista | Posicions en llista | Posicions en llista | Certificacions                                                  |
| Any  | Nom                                   | Dades | USA                 | CAN                 | GBR                 | AUS                 | NZ                  | FRA                 | DEU                 | Certificacions                                                  |
| ---- | ------------------------------------- | --- | ------------------- | ------------------- | ------------------- | ------------------- | ------------------- | ------------------- | ------------------- | --------------------------------------------------------------- |
| 1994 | Weezer (The Blue Album)               | - Publicació: 10 de maig de 1994 - Discogràfica: DGC, Geffen - Formats: CD, LP, CS, SACD                         | 16                  | 9                   | 23                  | −                   | 6                   | −                   | 21                  | - USA: 3x Platí - AUS: 2x Platí - GBR: 1x Platí - CAN: 4x Platí |
| 1996 | Pinkerton                             | - Publicació: 24 de setembre de 1996 - Discogràfica: DGC, Geffen - Formats: CD, LP, CS                           | 19                  | 10                  | 43                  | 38                  | 11                  | −                   | 65                  | - USA: 1x Or - GBR: 1x Argent - CAN: 1x Or                      |
| 2001 | Weezer (The Green Album)              | - Publicació: 15 de maig de 2001 - Discogràfica: DGC, Geffen - Formats: CD, LP, CS, descàrrega digital           | 4                   | 2                   | 31                  | 25                  | 25                  | 42                  | −                   | - USA: 1x Platí - AUS: 1x Platí - GBR: 1x Platí - CAN: 1x Platí |
| 2002 | Maladroit                             | - Publicació: 14 de maig de 2002 - Discogràfica: DGC, Geffen - Formats: CD, CS, LP, descàrrega digital           | 3                   | 2                   | 16                  | 11                  | −                   | 42                  | 29                  | - USA: 1x Or - AUS: 1x Or                                       |
| 2005 | Make Believe                          | - Publicació: 10 de maig de 2005 - Discogràfica: DGC, Geffen - Formats: CD, CS, LP, descàrrega digital           | 2                   | 1                   | 11                  | 19                  | 20                  | 45                  | 32                  | - USA: 1x Platí - AUS: 1x Platí - CAN: 1x Platí                 |
| 2008 | Weezer (The Red Album)                | - Publicació: 3 de juny de 2008 - Discogràfica: DGC, Interscope - Formats: CD, LP, descàrrega digital, slotMusic | 4                   | 2                   | 21                  | 21                  | 15                  | 81                  | 60                  |                                                                 |
| 2009 | Raditude                              | - Publicació: 3 de novembre de 2009 - Discogràfica: DGC, Interscope - Formats: CD, LP, descàrrega digital        | 7                   | 10                  | 80                  | 36                  | −                   | 119                 | 94                  |                                                                 |
| 2010 | Hurley                                | - Publicació: 14 de setembre de 2010 - Discogràfica: Epitaph - Formats: CD, LP, descàrrega digital               | 6                   | 11                  | 49                  | 55                  | 34                  | 131                 | 63                  |                                                                 |
| 2014 | Everything Will Be Alright in the End | - Publicació: 7 d'octubre de 2014 - Discogràfica: Republic - Formats: CD, CS, LP, descàrrega digital             | 5                   | 10                  | 37                  | 45                  | 33                  | −                   | 95                  |                                                                 |
| 2016 | Weezer (The White Album)              | - Publicació: 1 d'abril de 2016 - Discogràfica: Atlantic - Formats: CD, LP, descàrrega digital                   | 4                   | 10                  | 24                  | 28                  | 28                  | −                   | 51                  |                                                                 |
| 2017 | Pacific Daydream                      | - Publicació: 27 d'octubre de 2017 - Discogràfica: Atlantic - Formats: CD, LP, descàrrega digital                | 23                  | 41                  | 68                  | 64                  | −                   | −                   | −                   |                                                                 |
| 2019 | Weezer (The Teal Album)               | - Publicació: 24 de gener de 2019 - Discogràfica: Atlantic - Formats: CD, LP, descàrrega digital                 | 5                   | 48                  | 60                  | 49                  | 29                  | −                   | −                   |                                                                 |
| 2019 | Weezer (The Black Album)              | - Publicació: 1 de març de 2019 - Discogràfica: Atlantic - Formats: CD, LP, CS, descàrrega digital               | 19                  | 56                  | 73                  | −                   | −                   | −                   | 96                  |                                                                 |
| 2021 | OK Human                              | - Publicació: 29 de gener de 2021 - Discogràfica: Atlantic - Formats: CD, LP, descàrrega digital                 | 41                  | 69                  | 91                  | −                   | −                   | −                   | 35                  |                                                                 |
| 2021 | Van Weezer                            | - Publicació: 7 de maig de 2021 - Discogràfica: Atlantic - Formats: CD, LP, descàrrega digital                   |                     |                     |                     |                     |                     |                     |                     |                                                                 |
| Any  | Nom                                   | Dades | USA                 | CAN                 | GBR                 | AUS                 | NZ                  | FRA                 | DEU                 | Certificacions                                                  |
| Any  | Nom                                   | Dades | Posicions en llista |                     |                     |                     |                     |                     |                     | Certificacions                                                  |

### EPs
| Any  | Nom                        | Dades                                                                                          |
| ---- | -------------------------- | ---------------------------------------------------------------------------------------------- |
| 1997 | The Good Life              | - Publicació: Primavera de 1997 - Discogràfica: DGC - Format: CD - Gravació en directe         |
| 2002 | The Lion and the Witch     | - Publicació: 24 de setembre de 2002 - Discogràfica: Geffen - Format: CD - Gravació en directe |
| 2005 | Winter Weezerland          | - Publicació: 13 de desembre de 2005 - Discogràfica: Geffen - Format: Descàrrega digital       |
| 2008 | Six Hits                   | - Publicació: novembre de 2008 - Discogràfica: DGC - Format: Exclusiu per Best Buy             |
| 2008 | Christmas with Weezer      | - Publicació: 16 de desembre de 2008 - Discogràfica: DGC - Format: Descàrrega digital          |
| 2010 | ...Happy Record Store Day! | - Publicació: 17 d'abril de 2010 - Discogràfica: DGC - Format: CD - Gravació en directe        |

### Compilacions
| Any  | Nom                       | Dades                                                                                           |
| ---- | ------------------------- | ----------------------------------------------------------------------------------------------- |
| 2010 | Death to False Metal      | - Publicació: 2 de novembre de 2010 - Discogràfica: Geffen - Format: CD, LP, descàrrega digital |
| 2010 | iTunes Originals – Weezer | - Publicació: 9 de novembre de 2010 - Discogràfica: DGC - Format: Descàrrega digital            |
| 2019 | Dusty Gems & Raw Nuggets  | - Publicació: 13 d'abril del 2019 - Discogràfica: Geffen - Format: LP                           |

### Àlbums de vídeos
| Any  | Nom                                                               | Dades                                                   | Certificacions |
| ---- | ----------------------------------------------------------------- | ------------------------------------------------------- | -------------- |
| 2004 | Weezer – Video Capture Device: Treasures from the Vault 1991–2002 | - Publicació: 2004 - Discogràfica: Geffen - Format: DVD | - EUA: 1x Or   |

## Senzills
| Any  | Cançó                                                  | Posicions en llista | Posicions en llista | Posicions en llista | Posicions en llista | Posicions en llista | Posicions en llista | Posicions en llista | Àlbum                                 |
| Any  | Cançó                                                  | USA                 | USA Alt             | USA Main            | JPN                 | GBR                 | AUS                 | CAN                 | Àlbum                                 |
| ---- | ------------------------------------------------------ | ------------------- | ------------------- | ------------------- | ------------------- | ------------------- | ------------------- | ------------------- | ------------------------------------- |
| 1994 | «Undone - The Sweater Song»                            | 57                  | 6                   | 30                  | −                   | 35                  | 63                  | −                   | Weezer (The Blue Album)               |
| 1994 | «Buddy Holly»                                          | 17                  | 2                   | 34                  | −                   | 12                  | 68                  | 6                   | Weezer (The Blue Album)               |
| 1995 | «Say It Ain't So»                                      | −                   | 7                   | −                   | −                   | 37                  | −                   | −                   | Weezer (The Blue Album)               |
| 1996 | «El Scorcho»                                           | −                   | 19                  | −                   | 73                  | 50                  | 70                  | −                   | Pinkerton                             |
| 1996 | «The Good Life»                                        | −                   | 32                  | −                   | −                   | −                   | 88                  | −                   | Pinkerton                             |
| 1997 | «Pink Triangle»                                        | −                   | −                   | −                   | −                   | −                   | −                   | −                   | Pinkerton                             |
| 2001 | «Hash Pipe»                                            | 106                 | 2                   | 24                  | −                   | 21                  | −                   | 16                  | Weezer (The Green Album)              |
| 2001 | «Island in the Sun»                                    | 111                 | 11                  | −                   | −                   | 32                  | 78                  | −                   | Weezer (The Green Album)              |
| 2001 | «Photograph»                                           | −                   | 17                  | −                   | −                   | −                   | −                   | −                   | Weezer (The Green Album)              |
| 2002 | «Dope Nose»                                            | −                   | 8                   | −                   | −                   | −                   | −                   | −                   | Maladroit                             |
| 2002 | «Keep Fishin'»                                         | −                   | 15                  | −                   | −                   | 29                  | −                   | −                   | Maladroit                             |
| 2005 | «Beverly Hills»                                        | 10                  | 1                   | 26                  | 5                   | 9                   | −                   | −                   | Make Believe                          |
| 2005 | «We Are All on Drugs»                                  | −                   | 10                  | 35                  | −                   | 47                  | −                   | −                   | Make Believe                          |
| 2005 | «Perfect Situation»                                    | 51                  | 1                   | −                   | −                   | −                   | −                   | −                   | Make Believe                          |
| 2006 | «This Is Such a Pity»                                  | −                   | 31                  | −                   | −                   | −                   | −                   | −                   | Make Believe                          |
| 2008 | «The Greatest Man That Ever Lived»                     | −                   | 35                  | −                   | −                   | −                   | −                   | −                   | Weezer (The Red Album)                |
| 2008 | «Pork and Beans»                                       | 64                  | 1                   | 25                  | −                   | 33                  | 95                  | 29                  | Weezer (The Red Album)                |
| 2008 | «Troublemaker»                                         | −                   | 2                   | 35                  | −                   | −                   | −                   | 51                  | Weezer (The Red Album)                |
| 2009 | «(If You're Wondering If I Want You To) I Want You To» | 81                  | 2                   | −                   | 16                  | −                   | 87                  | 24                  | Raditude                              |
| 2010 | «I'm Your Daddy»                                       | −                   | 18                  | −                   | −                   | −                   | −                   | −                   | Raditude                              |
| 2010 | «Represent»                                            | −                   | −                   | −                   | −                   | −                   | −                   | −                   | —                                     |
| 2010 | «Memories»                                             | −                   | 21                  | −                   | 20                  | −                   | −                   | −                   | Hurley                                |
| 2011 | «Hang On»                                              | −                   | −                   | −                   | −                   | −                   | −                   | −                   | Hurley                                |
| 2014 | «Back to the Shack»                                    | −                   | 5                   | 5                   | 64                  | −                   | −                   | 72                  | Everything Will Be Alright in the End |
| 2014 | «Cleopatra»                                            | −                   | −                   | −                   | −                   | −                   | −                   | −                   | Everything Will Be Alright in the End |
| 2014 | «Da Vinci»                                             | −                   | 32                  | −                   | −                   | −                   | −                   | −                   | Everything Will Be Alright in the End |
| 2015 | «Thank God for Girls»                                  | −                   | 11                  | −                   | −                   | −                   | −                   | −                   | Weezer (The White Album)              |
| 2015 | «Do You Wanna Get High?»                               | −                   | −                   | −                   | −                   | −                   | −                   | −                   | Weezer (The White Album)              |
| 2016 | «King of the World»                                    | −                   | 17                  | −                   | −                   | −                   | −                   | −                   | Weezer (The White Album)              |
| 2017 | «Feels Like Summer»                                    | −                   | 2                   | −                   | −                   | −                   | −                   | −                   | Pacific Daydream                      |
| 2017 | «Happy Hour»                                           | −                   | 9                   | −                   | −                   | −                   | −                   | −                   | Pacific Daydream                      |
| 2018 | «Rosanna»                                              | −                   | −                   | −                   | −                   | −                   | −                   | −                   | —                                     |
| 2018 | «Africa»                                               | 51                  | 1                   | −                   | −                   | −                   | −                   | −                   | Weezer (The Teal Album)               |
| 2018 | «California Snow»                                      | −                   | −                   | −                   | −                   | −                   | −                   | −                   | Weezer (The Black Album)              |
| 2018 | «Can't Knock the Hustle»                               | −                   | 10                  | −                   | −                   | −                   | −                   | −                   | Weezer (The Black Album)              |
| 2018 | «Zombie Bastards»                                      | −                   | −                   | −                   | −                   | −                   | −                   | −                   | Weezer (The Black Album)              |
| 2019 | «The End of the Game»                                  | −                   | 2                   | 9                   | −                   | −                   | −                   | −                   | Van Weezer                            |
| 2020 | «Hero»                                                 | −                   | 1                   | 17                  | −                   | −                   | −                   | −                   | Van Weezer                            |
| 2020 | «Beginning of the End»                                 | −                   | −                   | −                   | −                   | −                   | −                   | −                   | Van Weezer                            |
| 2021 | «All My Favorite Songs»                                | −                   | 1                   | 15                  | −                   | −                   | −                   | −                   | OK Human                              |
| 2021 | «I Need Some of That»                                  | −                   | −                   | −                   | −                   | −                   | −                   | −                   | Van Weezer                            |
| 2021 | «Tell Me What You Want»                                | −                   | −                   | −                   | −                   | −                   | −                   | −                   | —                                     |
| 2022 | «A Little Bit of Love»                                 | −                   | 1                   | 28                  | −                   | −                   | −                   | −                   | SZNZ: Spring                          |
| 2022 | «Records»                                              | −                   | 1                   | −                   | −                   | −                   | −                   | −                   | SZNZ: Summer                          |
| 2022 | «I Want a Dog»                                         | −                   | −                   | −                   | −                   | −                   | −                   | −                   | SZNZ: Winter                          |
| Any  | Cançó                                                  | USA                 | USA Alt             | USA Main            | JPN                 | GBR                 | AUS                 | CAN                 | Àlbum                                 |
| Any  | Cançó                                                  | Posicions en llista |                     |                     |                     |                     |                     |                     | Àlbum                                 |

### Videoclips
| Any  | Cançó                                                  | Director(s)                                                         |
| ---- | ------------------------------------------------------ | ------------------------------------------------------------------- |
| 1994 | «Undone - The Sweater Song»                            | Spike Jonze                                                         |
| 1994 | «Buddy Holly»                                          | Spike Jonze                                                         |
| 1995 | «Say It Ain't So»                                      | Sophie Muller                                                       |
| 1996 | «El Scorcho»                                           | Mark Romanek                                                        |
| 1996 | «The Good Life»                                        | Jonathan Dayton Valerie Faris                                       |
| 1997 | «Pink Triangle»                                        | Karl Koch                                                           |
| 2001 | «Hash Pipe»                                            | Marcos Siega                                                        |
| 2001 | «Island in the Sun»                                    | Marcos Siega (Versió 1) Spike Jonze (Versió 2)                      |
| 2001 | «Photograph»                                           | Karl Koch                                                           |
| 2002 | «Dope Nose»                                            | Marcos Siega                                                        |
| 2002 | «Keep Fishin'»                                         | Marcos Siega                                                        |
| 2004 | «Slob»                                                 | Karl Koch                                                           |
| 2005 | «Beverly Hills»                                        | Marcos Siega                                                        |
| 2005 | «We Are All on Drugs»                                  | Justin Francis                                                      |
| 2006 | «Perfect Situation»                                    | Marc Webb                                                           |
| 2008 | «Pork and Beans»                                       | Matt Cullen                                                         |
| 2008 | «Troublemaker»                                         | The Malloys                                                         |
| 2009 | «(If You're Wondering If I Want You To) I Want You To» | Marc Webb                                                           |
| 2010 | «I'm Your Daddy»                                       | Johannes Gamble (Versió 1) David Crabtree Eric von Doymi (Versió 2) |
| 2010 | «Represent»                                            |                                                                     |
| 2010 | «Memories»                                             | Jeff Tremaine                                                       |
| 2011 | «You Might Think»                                      | Tim Wilkerson                                                       |
| 2014 | «Back to the Shack»                                    | Warren Fu                                                           |
| 2015 | «Go Away» (amb Bethany Cosentino)                      | Brendan Walter Greg Yagolnitzer                                     |
| 2015 | «Thank God for Girls»                                  | SCANTRON                                                            |
| 2016 | «King of the World»                                    | SCANTRON                                                            |
| 2016 | «L.A. Girlz»                                           | SCANTRON                                                            |
| 2016 | «California Kids»                                      | SCANTRON                                                            |
| 2016 | «I Love the USA»                                       | SCANTRON No. 2 Pencil                                               |
| 2017 | «Feels Like Summer»                                    | Brendan Walter Greg Yagolnitzer                                     |
| 2017 | «Mexican Fender»                                       | Lior Molcho                                                         |
| 2018 | «Happy Hour»                                           | Jim Tews                                                            |
| 2018 | «Africa» (amb «Weird Al» Yankovic)                     | Brendan Walter Jade Ehlers                                          |
| 2018 | «Can't Knock the Hustle» (amb Pete Wentz)              | Guy Blelloch                                                        |
| 2019 | «Take On Me»                                           | Carrick Moore Gerety                                                |
| 2019 | «High as a Kite»                                       | Nathan Presley                                                      |
| 2019 | «The End of the Game»                                  | Danilo Parra                                                        |
| 2019 | «California Snow»                                      | Brendan Walter                                                      |
| 2019 | «Lost in the Woods»                                    |                                                                     |
| 2020 | «Hero»                                                 | Brendan Walter Jasper Graham                                        |
| 2020 | «Beginning Of The End (Wyld Stallyns Edit)»            | Brendan Walter                                                      |
| 2021 | «All My Favorite Songs»                                | Colin Read                                                          |
| 2021 | «Grapes of Wrath»                                      | Brendan Walter Jasper Graham                                        |
| 2021 | «All the Good Ones»                                    | Jim Dirschberger                                                    |
| 2022 | «What Happens After You?»                              | Peter Quinn                                                         |
| 2022 | «Dark Enough to See the Stars»                         |                                                                     |

### Cares B
| Any  | Cançó                                    | Cara A                      | Notes                     |
| ---- | ---------------------------------------- | --------------------------- | ------------------------- |
| 1994 | "Mykel & Carli"                          | "Undone - The Sweater Song" |                           |
| 1994 | "Susanne"                                | "Undone - The Sweater Song" |                           |
| 1994 | "My Evaline"                             | "Undone - The Sweater Song" |                           |
| 1994 | "My Name Is Jonas"                       | "Buddy Holly"               | Directe                   |
| 1994 | "Surf Wax America"                       | "Buddy Holly"               | Directe                   |
| 1994 | "Jamie"                                  | "Buddy Holly"               |                           |
| 1995 | "No One Else"                            | "Say It Ain't So"           | Directe acústic           |
| 1995 | "Jamie"                                  | "Say It Ain't So"           | Directe acústic           |
| 1996 | "You Gave Your Love To Me Softly"        | "El Scorcho"                |                           |
| 1996 | "Devotion"                               | "El Scorcho"                |                           |
| 1996 | "Waiting On You"                         | "The Good Life"             |                           |
| 1996 | "I Just Threw Out the Love of My Dreams" | "The Good Life"             |                           |
| 1996 | "The Good Life"                          | "The Good Life"             | Directe acústic           |
| 1996 | "Pink Triangle"                          | "The Good Life"             | Directe acústic           |
| 2001 | "I Do"                                   | "Hash Pipe"                 |                           |
| 2001 | "Starlight"                              | "Hash Pipe"                 |                           |
| 2001 | "Hash Pipe"                              | "Hash Pipe"                 | Remix Jimmy Pop           |
| 2001 | "Oh Lisa"                                | "Island in the Sun"         |                           |
| 2001 | "Always"                                 | "Island in the Sun"         |                           |
| 2001 | "Sugar Booger"                           | "Island in the Sun"         |                           |
| 2001 | "Brightening Day"                        | "Island in the Sun"         |                           |
| 2001 | "Teenage Victory Song"                   | "Island in the Sun"         |                           |
| 2001 | "Christmas Celebration"                  | "Photograph"                |                           |
| 2002 | "Photograph"                             | "Keep Fishin"               | Directe                   |
| 2002 | "Slob"                                   | "Keep Fishin"               | Directe                   |
| 2002 | "Death and Destruction"                  | "Keep Fishin"               | Directe                   |
| 2002 | "Knock-down Drag-out"                    | "Keep Fishin"               | Directe                   |
| 2002 | "Keep Fishin"                            | "Keep Fishin"               | Versió de Franklin Mint   |
| 2005 | "Butterfly"                              | "Beverly Hills"             | Directe                   |
| 2005 | "Island in the Sun"                      | "Beverly Hills"             | Directe                   |
| 2005 | "Beverly Hills"                          | "We Are All On Drugs"       | Mix d'Urbanix             |
| 2005 | "Burndt Jamb"                            | "We Are All On Drugs"       | Directe                   |
| 2008 | "Are Friends Electric?"                  | "Pork and Beans"            | Cover de Tubeway Army     |
| 2008 | "Oddfellows local 151"                   | "Pork and Beans"            | Cover de R.E.M.           |
| 2008 | "Love My Way"                            | "Pork and Beans"            | Cover de Psychedelic Furs |

## Miscel·lània
| Any  | Cançó                                        | Àlbum                                            | Altres artistes |
| ---- | -------------------------------------------- | ------------------------------------------------ | --------------- |
| 1994 | «Jamie»                                      | DGC Rarities, Vol. 1                             |                 |
| 1995 | «Susanne (Remix)»                            | BSO Mallrats                                     |                 |
| 1995 | «You Gave Your Love to Me Softly»            | BSO Angus                                        |                 |
| 1998 | «Mykel and Carli»                            | Hear You Me! A Tribute to Mykel and Carli        |                 |
| 1999 | «Velouria»                                   | Where Is My Mind? A Tribute to the Pixies        |                 |
| 2000 | «The Christmas Song»                         | The Real Slim Santa [KROQ]                       |                 |
| 2002 | «O Lisa»                                     | BSO WWF Tough Enough 2                           |                 |
| 2003 | «Worry Rock»                                 | A Different Shade of Green: Tribute to Green Day |                 |
| 2003 | «Why Bother?» (Directe)                      | To Benefit Petra Haden                           |                 |
| 2003 | «You Won't Get With Me Tonight»              | Gimme Skelter                                    |                 |
| 2009 | «Everybody Go Away»                          | Fresh Cuts: Volume 4                             |                 |
| 2010 | «I'm a Believer»                             | BSO Shrek Forever After                          |                 |
| 2010 | «All My Friends Are Insects»                 | Music Is...Awesome! Volume 2                     |                 |
| 2010 | «Anastasia»                                  |                                                  | Mark Douglas    |
| 2011 | "You Might Think"                            | BSO Cars 2                                       |                 |
| 2017 | "Homewrecker"                                | The Autobiography                                | Vic Mensa       |
| 2018 | "California Snow"                            | BSO Spell                                        |                 |
| 2019 | "Lost in the Woods"                          | BSO Frozen 2                                     |                 |
| 2020 | "Pacific Coast Highway (In the Movies)"      | Angel Miners & the Lightning Riders              | Awolnation      |
| 2020 | "Beginning of the End" (Wyld Stallyns Edit)" | Bill & Ted Face the Music                        |                 |
| 2021 | "It's Always Summer in Bikini Bottom"        | The SpongeBob Movie: Sponge on the Run           |                 |
| 2021 | "Wheels Up"                                  | BB U OK?                                         | San Holo        |